# Watersnood van 1784

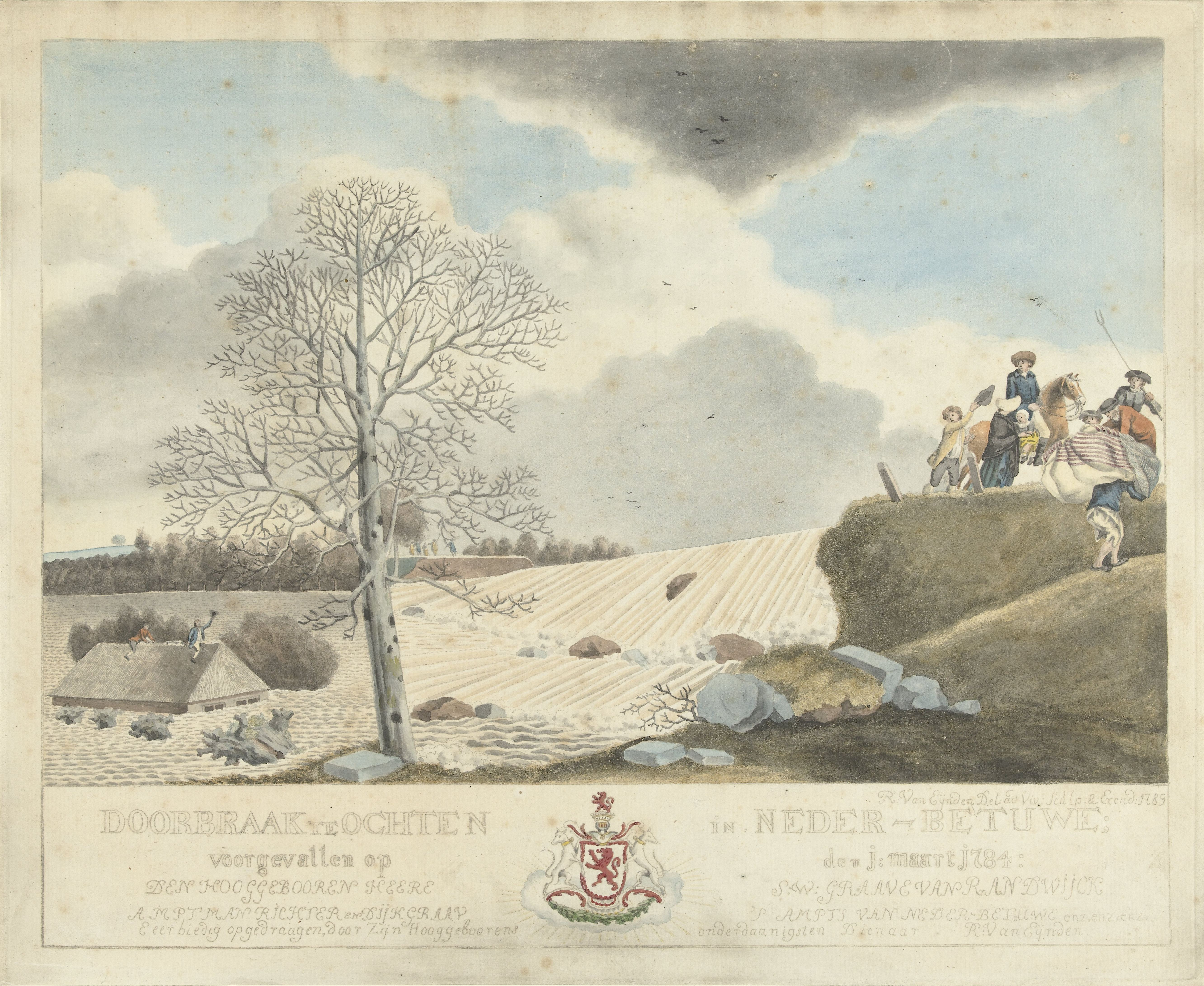
Gezicht op een dijkdoorbraak bij Ochten. Vanaf de oever kijkt een groep mensen, waaronder een man te paard, naar twee personen die op het dak van een huis zijn geklommen om aan de overstroming te ontkomen.

Tijdens de watersnood van 1784 braken op verschillende plaatsen in het Nederlandse rivierengebied dijken na ijsgang als gevolg van de strenge winter van 1783-1784. Met name in de omgeving van Nijmegen was de rivier gedurende een aantal weken volledig bevroren. Halverwege februari trad de dooi in. Dit resulteerde in een grote hoeveelheid smeltwater uit de Alpen en Duitse middelgebergten, waardoor het peil van de Waal snel steeg.
Op 27 februari 1784 brak het ijs bij Nijmegen los. Verder stroomafwaarts bij Druten, zat de rivier echter nog vast. Achter deze ijsdam begonnen de brokken ijs en het smeltwater zich daarom op te hopen. In een poging om een ramp te voorkomen probeerde de lokale bevolking nog snel de dijken te verhogen. Het mocht allemaal echter niet baten en na verloop van tijd braken de dijken op maar liefst elf plaatsen door. Ook Nijmegen liep onder water en de onderste muurtoren van het Valkhof (de Lappentoren) stortte in. Op 19 maart begaven de dijken het bij het dorpje Haalderen. De inwoners werden volledig verrast en 15 van hen kwamen om het leven. Het dorp werd bijna geheel verwoest. De kastelen van Ooij, Lent en Persingen gingen verloren.  
200 jaar later (in 1984), is in Haalderen een gedenkteken opgericht ter nagedachtenis aan de ramp. De kolken of wielen die zijn ontstaan bij de ramp zijn nog steeds zichtbaar. 

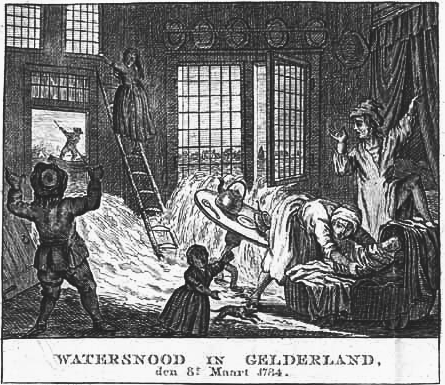
Rampspoed in Gelderland, een gravure van Jan Evert Grave uit 1784.
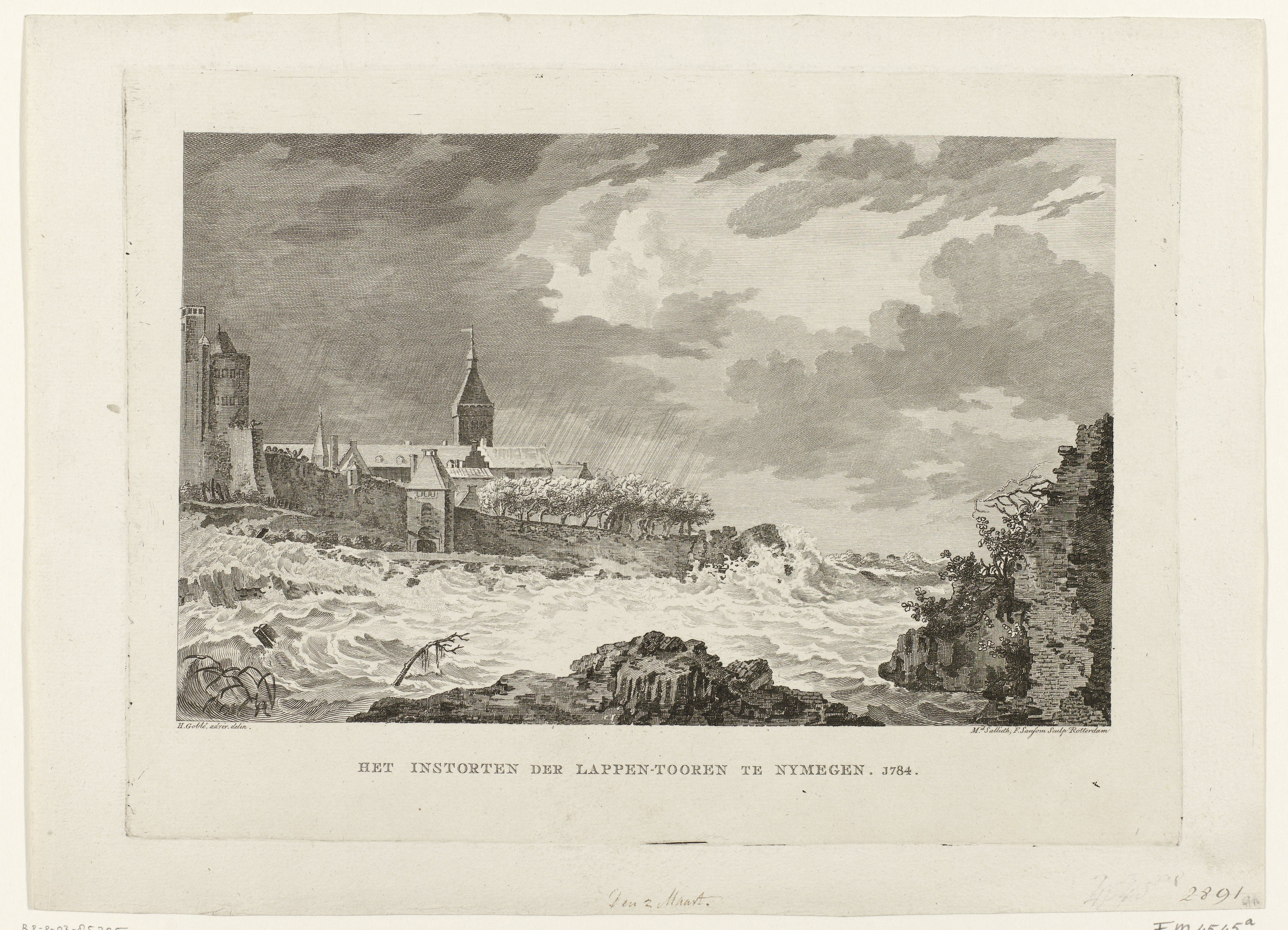
Het instorten van de Lappentoren aan de stadswallen van Nijmegen tijdens hoogwater in de Waal op 4 maart 1784.